# Гай Гісборн

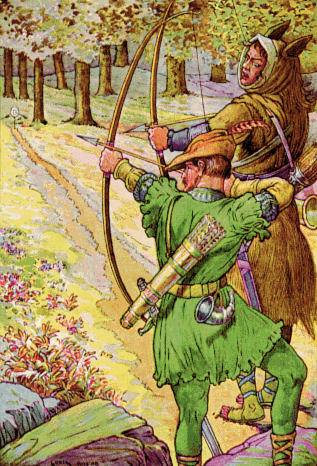
Робін Гуд і Гай Гісборн

Сер Гай Гі́сборн (англ. Sir Guy of Gisbourne, також зустрічається написання Gisburne, Gisborne, Gysborne і Gisborn) — персонаж англійського фольклору, в основному розповідей про Робін Гуда. Негативний персонаж: головний ворог Робіна Гуда, йомен, лицар, мисливець за головами, найманий вбивця, шериф. Вперше появився в 118-й баладі Чайлда «Робін Гуд і Гай Гісборн». У цьому творі він намагається вбити Робін Гуда, але зрештою Робін Гуд вбиває його. Більшість дослідників відносять дату створення цієї балади до другої половини XV століття; в наступних творах Гай Гісборн зазвичай складає одну з вершин «любовного трикутника» Гісборн — Робін Гуд — Діва Меріан.
Персонаж Гая Гісборна з'являється в багатьох адаптаціях балад про Робін Гуда.